# Championnat de Malte de football 1985-1986
Navigation
Saison précédente Saison suivante
La saison 1985-1986 de Premier League Maltaise était la soixante-et-onzième édition de la première division maltaise.
Lors de cette saison, le Rabat Ajax a conservé son titre de champion face aux sept meilleurs clubs maltais lors d'une série de matchs se déroulant sur toute l'année.
Les huit clubs participants au championnat ont été confrontés à deux reprises aux sept autres.
Le Rabat Ajax a été sacré champion de Malte pour la deuxième fois.
Deux places étaient qualificatives pour les compétitions européennes, la troisième place étant celle du vainqueur du Trophée Rothman 1985-1986.

## Qualifications en coupe d'Europe
À l'issue de la saison, le champion a participé au premier tour de la Coupe des clubs champions 1986-1987.
Le finaliste du Trophée Rothman, le vainqueur étant le Rabat Ajax, a pris la place pour la Coupe des coupes 1986-1987.
Le deuxième du championnat a pris la place en Coupe UEFA 1986-1987.

## Les huit clubs participants
| Club                | Stade             | Capacité | Ville      |
| ------------------- | ----------------- | -------- | ---------- |
| Birkirkara-Luxol    | Infetti Ground    | 2 000    | Birkirkara |
| Hamrun Spartans     | Victor Tedesco    | 6 000    | Hamrun     |
| Paola Hibernians FC | Hibernians Ground | 8 000    | Paola      |
| Mqabba FC           | -                 | -        | Mqabba     |
| Rabat Ajax          | -                 | -        | Rabat      |
| Sliema Wanderers FC | Guze Fava Ground  | 4 000    | Sliema     |
| La Vallette FC      | -                 | -        | La Valette |
| Zurrieq FC          | -                 | -        | Zurrieq    |

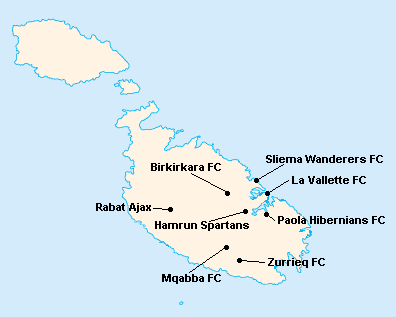
Localisation des clubs engagés dans le championnat.

L'île de Malte étant relativement petite, les clubs évoluent tous au stade National Ta'Qali (17 400 places). Certain cependant ont leur propre enceinte qu'ils peuvent éventuellement utiliser.

## Compétition

### Classement
| Rang | Équipe              | Pts | J  | G | N | P | Bp | Bc | Diff |
| ---- | ------------------- | --- | -- | - | - | - | -- | -- | ---- |
| 1    | Rabat Ajax (T) (C)  | 23  | 14 | 9 | 5 | 0 | 20 | 5  | +15  |
| 2    | Paola Hibernians FC | 18  | 14 | 5 | 8 | 1 | 18 | 10 | +8   |
| 3    | Hamrun Spartans     | 17  | 14 | 5 | 7 | 2 | 12 | 7  | +5   |
| 4    | La Vallette FC      | 17  | 14 | 7 | 3 | 4 | 19 | 16 | +3   |
| 5    | Zurrieq FC          | 14  | 14 | 5 | 4 | 5 | 25 | 14 | +11  |
| 6    | Sliema Wanderers FC | 11  | 14 | 4 | 3 | 7 | 19 | 22 | -3   |
| 7    | Birkirkara FC (P)   | 6   | 14 | 1 | 4 | 9 | 9  | 25 | -16  |
| 8    | Mqabba FC (P)       | 6   | 14 | 1 | 4 | 9 | 9  | 32 | -23  |

| Légende : Qualifications et relégations | Légende : Qualifications et relégations                                                     |
| --------------------------------------- | ------------------------------------------------------------------------------------------- |
|                                         | Coupe des clubs champions 1986-1987 (1er Tour)                                              |
|                                         | Coupe des coupes 1986-1987 (1er Tour)                                                       |
|                                         | Coupe UEFA 1986-1987 (1er Tour)                                                             |
|                                         | Relégation en First Division Maltaise                                                       |
|                                         | (T) : Tenant du titre 1984-1985 (P) : Promu en 1984-1985 (C) : Vainqueur du Trophée Rothman |

## Bilan de la saison
| Tableau d'Honneur       |            |
| Compétition             | Vainqueur  |
| Premier League Maltaise | Rabat Ajax |
| Trophée Rothman         | Rabat Ajax |
| Supercoupe de Malte     | Rabat Ajax |

| Qualifications européennes 1986-1987 |                     |
| Coupe des clubs champions            | Qualifiés           |
| 1er tour                             | Rabat Ajax          |
| Coupe des coupes                     | Qualifiés           |
| 1er tour                             | Zurrieq FC          |
| Coupe UEFA                           | Qualifiés           |
| 1er tour                             | Paola Hibernians FC |

| Promotions et relégations           |                                 |
| Relégués en First Division Maltaise | Birkirkara FC Mqabba FC         |
| Promus de First Division Maltaise   | Floriana FC Tarxien Rainbows FC |